# Michalis Chadzipandela
Michalis Chadzipandela, gr. Μιχάλης Χατζηπαντέλα (ur. 12 czerwca 1974 w Peristeronie) – cypryjski ekonomista i polityk, w latach 2021–2023 minister zdrowia, poseł do Parlamentu Europejskiego X kadencji.

## Życiorys
Na skutek tureckiej inwazji znalazł się jako dziecko w ośrodku dla uchodźców. Kształcił się w American Academy Larnaca. Studiował ekonomię na Thames Valley University i Queen Mary University of London, uzyskując kolejne dyplomy w tej dziedzinie. Z zawodu biegły rewident; współtworzył działające w branży księgowej przedsiębiorstwo HMI & Partners, pełniąc w nim funkcję dyrektora zarządzającego. Został członkiem m.in. Institute of Chartered Accountants in England and Wales (ICAEW). Był wiceprezesem Archi Ilektrismu Kipru, cypryjskiego państwowego monopolisty sektora energetycznego. Od 2019 zajmował stanowisko prezesa klubu sportowego Anorthosis Famagusta.
Od lipca 2021 do lutego 2023 sprawował urząd ministra zdrowia w rządzie Nikosa Anastasiadisa; funkcję tę objął w okresie pandemii COVID-19. Związał się z centroprawicowym ugrupowaniem Zgromadzenie Demokratyczne. Z jego ramienia w wyborach w 2024 uzyskał mandat eurodeputowanego X kadencji.